# 荒野大鏢客 (電視劇)

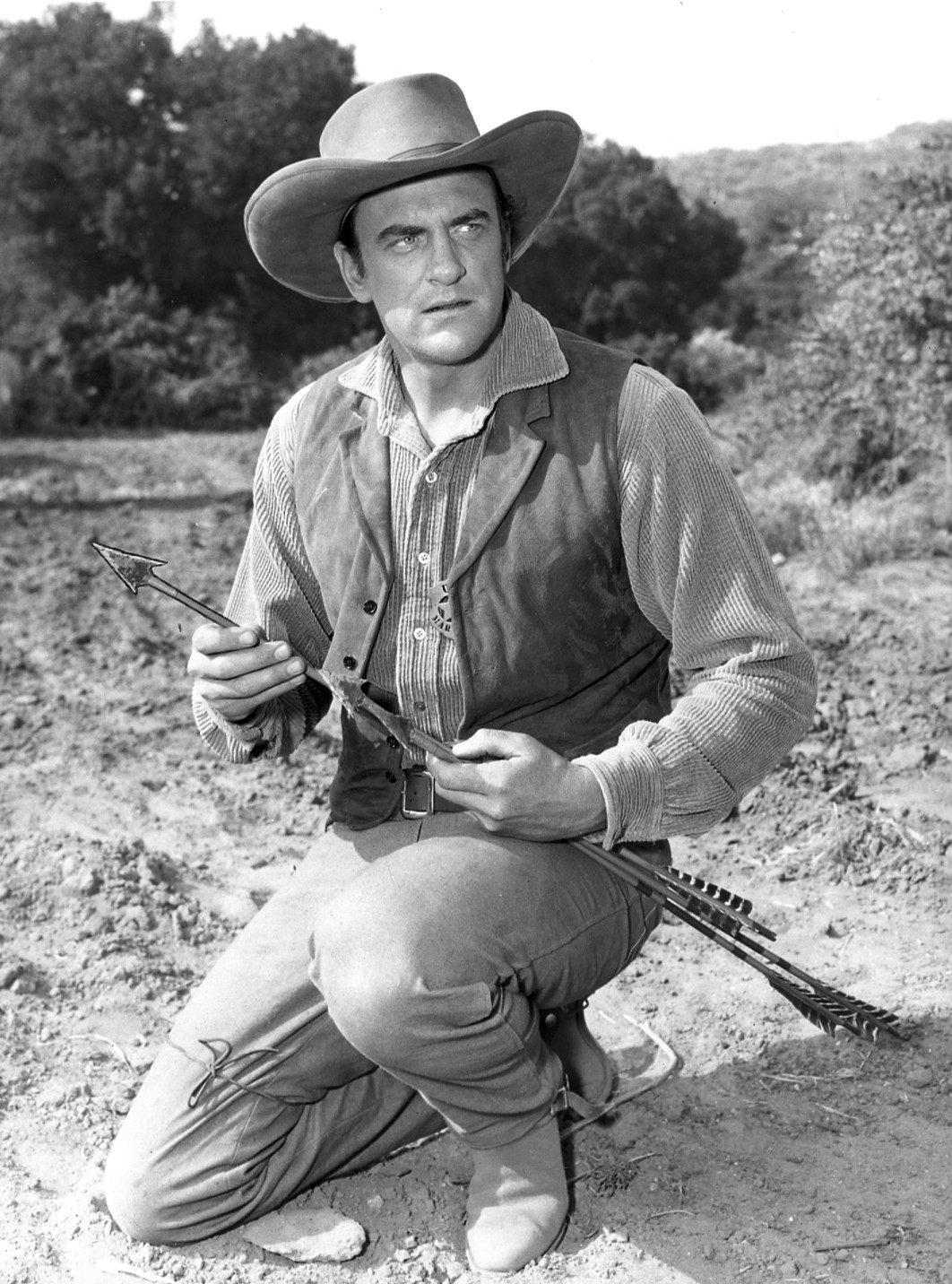
詹姆士·阿尼斯在電視版的《荒野大鏢客》中所飾演的麥特·狄倫 (荒野大鏢客)

《荒野大鏢客》（英語：Gunsmoke）是一系列於CBS播出的美國西部廣播劇及電視劇，由諾曼·麥當諾與約翰·梅斯頓共同創作。該劇起初於1952年起以廣播劇的方式呈現，1955年改編成電視劇播出。
故事背景主要設定於堪薩斯州的道奇城，並以威廉·康拉德（廣播劇）和詹姆士·阿尼斯（電視劇）所詮釋的美國法警麥特·狄倫為主角。該劇在英國播出時，最初名為《Gun Law》，後來改為《Gunsmoke》。
該廣播劇於1952年播放至1961年。約翰·鄧寧曾寫道；「《荒野大鏢客》是常放在任何形式和任何時刻最好的節目之一。」而電視劇則於1955年至1975年間進行，共播出20季、635集。
《荒野大鏢客》播出期間獲得了許多獎項，其中包括黃金時段艾美獎最佳影集（1958年），同時也有許多知名演員亦客串過；該劇結束後，許多媒體仍將該劇列為最佳電視劇之一，成為一部經典西部作品及長壽電視劇。
在臺灣，該劇於台視播出譯作《鐵腕明鎗》。

## 外部連結
- 互联网电影数据库（IMDb）上《荒野大鏢客》的资料（英文）
- Listen to the entire Gunsmoke radio series （页面存档备份，存于）
- Listen to the complete series of the radio version of Gunsmoke （页面存档备份，存于）
- Zoot Radio, over 450 free Gunsmoke radio shows （页面存档备份，存于）
- Listen to radio Gunsmoke at OldClassicRadio （页面存档备份，存于）